# «Футбол 1» и «Футбол 2»
Телеканалы Футбол 1/2/3 — первые специализированные телеканалы Украины для широкой аудитории болельщиков, посвященные исключительно футбольной тематике. Транслировали мировые, европейские, украинские чемпионаты и кубки, матчи сборных, турниры УЕФА и ФИФА, а также программы собственного производства. Директор — Александр Денисов.
Каналы были доступны в пакете оператора платного спутникового телевидения Xtra TV, а также в пакетах кабельных и IPTV-операторов в SD и HD-качестве.
«Футбол 1», «Футбол 2» и «Футбол 3» входили в состав ООО «Медиа Группа Украина», акционером которой являлась компания «Систем Кэпитал Менеджмент».

## История
18 ноября 2008 начал вещание предшественник современных каналов — телеканал «Футбол». Его первой трансляцией была игра между сборными Украины и Беларуси в рамках отборочного этапа к чемпионату мира 2010. Первой же прямой трансляцией стал матч Украина — Норвегия.
1 марта 2011 в украинском эфире появился телеканал «Футбол +». 30 ноября 2013 названия телеканалов «Футбол» и «Футбол +» было изменено на «Футбол 1» и «Футбол 2», и каналы вошли в единый пакет телеоператоров. Графическое оформление эфира телеканалов стало единым, равнозначным стало также и программирование: матчи всех чемпионатов и посвященные им программы распределяются в паритетном соотношении.
Летом 2014 года каналы были официальными вещателями чемпионата мира в Бразилии, а осенью начали трансляции квалификационных матчей чемпионата Европы 2016 — в частности, поединков сборной Украины. Также телеканалы «Футбол 1» и «Футбол 2» — официальные трансляторы Лиги чемпионов и Лиги Европы УЕФА (в сентябре 2014 года каналы победили в тендере на трансляцию еврокубков, став эксклюзивными обладателями прав на Украине на сезоны 2015−2018).
С 2020 года был запущен третий футбольный телеканал от ООО «Медиа Группа Украина» — «Футбол 3», начал вещание 1 февраля 2020 года.

## Награды

### «Телетриумф»
- Номинация «Спортивная программа»: «Футбольный Уик-энд» с Александром Денисовым — 2009, «Великий футбол» с Александром Денисовым — 2015, 2016.
- Номинация «Ведущий спортивных программ» Александр Денисов — 2012, 2015, 2016.
- Номинация «Спортивный комментатор»: Виктор Вацко — 2010, 2012, 2013, 2015, 2016.

## Чемпионаты и турниры, которые транслируются телеканалами
- Украинская Премьер-лига
- Матчи сборной Украины и Евроквалификации
- Кубок Украины

## Программы собственного производства телеканалов
- «Великий футбол» с Александром Денисовым
- «Футбол NEWS» (ведущие — Виталий Плецан, Алла Бублий, Святослав Гринчук, Игорь Бурбас, Элла Иванюкович, Михаил Баранов)
- «Тур. ONLINE» (ведущие — Андрей Малиновский, Виталий Плецан, Виктор Вацко)
- «Головна команда» (ведущий — Иван Гресько)
- «Шлях до Ліону»
- «Ніч Ліги чемпіонів»
- «Ліга чемпионів. ONLINE»
- «Ліга Європи. ONLINE»
- «Моя гра» с Аллой Бублий
- «Халатный футбол"
- «Шлях на мундіаль»
- «Шлях на мундіаль. ONLINE»
- Сеткорезы
- Проекты, которые уже не выходят в эфир: Street Style, Один на Один с Гамулой

## Эксперты
Постоянными экспертами каналов являлись в прошлом известные футболисты: Йожеф Сабо, Вадим Евтушенко, Александр Головко, Виктор Леоненко, Виктор Грачев, Евгений Левченко, Вячеслав Шевчук, Александр Сопко, Сергей Морозов, и многие другие.

## Комментаторы
- Виктор Вацко
- Александр Михайлюк
- Кирилл Круторогов
- Андрей Малиновский
- Роман Тимощук
- Николай Кравчук
- Максим Гиленко
- Андрей Столярчук

## Тележурналисты
- Алла Бублий — журналист, ведущая информационной программы «Футбол NEWS» и проекта «Моя гра»
- Виталий Плецан — журналист, ведущий информационной программы «Футбол NEWS»
- Игорь Бурбас — журналист, ведущий информационной программы «Футбол NEWS»
- Элла Иванюкович — журналист, ведущая информационной программы «Футбол NEWS»
- Михаил Баранов — журналист, ведущий информационной программы «Футбол NEWS»

## Главные лица
- Александр Денисов — Директор каналов «Футбол 1»/«Футбол 2».
- Роман Бориско — Заместитель директора телеканалов «Футбол 1»/«Футбол 2»
- Иван Гресько — Шеф-продюсер каналов «Футбол 1»/«Футбол 2» (по совместительству ведущий программ «Ночь Лиги Чемпионов», «Футбол LIVE» и «Головна команда»)
- Евгений Садовой — Программный директор каналов «Футбол 1»/«Футбол 2»